# Emil Busch
Emil Busch, född 6 augusti 1820 i Berlin, död 1 april 1888 i Rathenow, var en tysk optiker. 
Busch fick 1845, efter en grundlig vetenskaplig och fackmässig utbildning, överta den av hans morfar, prästen Duncker, grundlagda optiska fabriken i Rathenow, vilken under hans ledning kom att växa betydligt. Som en viktig gren av fabrikens verksamhet kan nämnas tillverkningen av fotografiska objektiv. Så lyckades Busch 1865 konstruera pantoskopet, ett objektiv för arkitektur och interiörer. Med en synfältsvinkel av 105 grader och för sin tid förträffliga egenskaper i avseende på skärpa och korrekt teckning blev detta objektiv under lång tid det mest populära för nämnda ändamål. Fabriken övertogs 1872 av ett aktiebolag.